# Пенсионный план с установленными выплатами
Пенсионный план с установленными выплатами (англ. defined benefit pension plan) — план пенсионного обеспечения, в котором размеры пенсий, подлежащих выплате, определяются по формуле, в основе которой обычно лежит размер вознаграждения, получаемого работником, и/или выслуга лет.

## Определение
Согласно IAS 26 пенсионный план с установленными выплатами — это план пенсионного обеспечения, в соответствии с которым размер пенсий, подлежащий выплате, определяется по формуле, в основе которой обычно лежит размер вознаграждения, получаемого работником, и/или выслуга лет. Дополнительно, по IAS 19 пенсионный план с установленными выплатами – это пенсионный план, отличный от пенсионного плана с установленными взносами.

## Пенсионный план
МСФО (IAS) 26 «Учёт и отчётность по пенсионным планам» — международный стандарт финансовой отчётности, который устанавливает принципы оценки и раскрытия информации в отчётности. Стандарт введён в действие для применения на территории Российской Федерации. 

## Финансовая отчётность
Финансовая отчётность пенсионного плана с установленными выплатами включает: отчёт, показывающий чистые активы пенсионного плана, служащие источником выплат; актуарную приведённую стоимость причитающихся пенсионных выплат, с разделением на безусловные и небезусловные выплаты и итоговое превышение или дефицит; или отчёт о чистых активах пенсионного плана, служащих источником выплат, включающий примечание, показывающее актуарную приведённую стоимость причитающихся пенсионных выплат, с разделением на безусловные и небезусловные выплаты. 
Если актуарная оценка не была подготовлена на дату составления финансовой отчётности, в качестве основы используется самая последняя из имеющихся оценок, с указанием даты её выполнения. Актуарная приведённая стоимость причитающихся пенсионных выплат основывается на выплатах, причитающихся работникам в соответствии с условиями плана за услуги, предоставленные к данному моменту, с использованием в расчётах либо текущих, либо прогнозируемых уровней заработной платы и с раскрытием используемого метода. Также раскрывается воздействие любых изменений в актуарных допущениях, оказавших значительное влияние на актуарную приведённую стоимость причитающихся пенсионных выплат. Финансовая отчётность поясняет взаимосвязь между актуарной приведённой стоимостью причитающихся пенсионных выплат и чистыми активами пенсионного плана, служащими источником выплат, а также политику фондирования причитающихся выплат. В пенсионном плане с установленными выплатами величина причитающихся пенсионных выплат зависит от финансового положения плана и способности вкладчиков в будущем производить в него взносы, а также от результатов инвестиционной деятельности и эффективности операционной деятельности плана. Пенсионный план с установленными выплатами периодически нуждается в консультации актуария для оценки финансового состояния плана, проверки актуарных допущений и получения рекомендаций в отношении уровней будущих взносов. Цель финансовой отчётности пенсионного плана с установленными выплатами достигается путём предоставления следующей информации: описание значительной деятельности за период и влияния любых изменений, относящихся к плану, членству в нём, срокам и условиям; отчёты об операциях и результатах инвестиционной деятельности за период, а также о финансовом положении плана по состоянию на конец периода; и актуарную информацию, представленную либо как часть отчётности, либо в виде отдельного отчёта; описание инвестиционной политики.

## Последовательность учёта пенсионных планов с установленными выплатами
Учёт активов пенсионного плана:
- Справедливая стоимость активов пенсионного плана на начало периода – это сальдо на конец предыдущего периода;
- В течение отчётного периода организация производит взносы в пенсионный фонд, которые в будущем погасят обязательства перед сотрудниками;
- Выплаты пенсий за счёт активов фонда в течение отчётного периода;
- Начисление дохода от активов плана по ставке дисконтирования, который рассчитывается по ставке на начало отчётного периода;
- Расчёт актуарных разниц исходя из фактической справедливой стоимости активов плана на конец периода.

Учёт обязательств по пенсионному плану:
- Дисконтированная стоимость обязательств плана на начало периода – это сальдо на конец предыдущего периода;
- Ожидаемое за период увеличение пенсионных обязательств компании по пенсионному плану на «стоимость текущих услуг за период»;
- Пенсионные обязательства оцениваются по дисконтированной стоимости, а значит по мере приближения к дате погашения этих обязательств возникают процентные расходы в отчёте о прибылях и убытках, которые рассчитываются с применением ставки дисконтирования на начало отчётного периода;
- Погашение пенсионных обязательств путём выплат пенсий в течение периода;
- Расчёт актуарных разниц исходя из фактической дисконтированной стоимости обязательств плана на конец периода. Ставка дисконтирования, используемая для дисконтирования обязательств по предоставлению вознаграждений по окончании трудовой деятельности, должна определяться на основе рыночной доходности высококачественных корпоративных облигаций по состоянию на отчётную дату.

В отчёте о финансовом положении компании на каждую отчётную дату признаётся только чистое обязательство (реже актив плана), которое определяется следующим образом: 
Чистое обязательство = Обязательства по пенсионному плану – Активы пенсионного плана.